# خربة العقد
خربة العقد أو هورفات إكد (العبرية: חורבת עקד) هو موقع أثري يقع في نتوء اللطرون في الضفة الغربية،  على بعد حوالي 22 كم شمال غرب القدس. يحتوي الموقع الواقع على تلة على أطلال مدينة محصنة قديمة يعود تاريخها إلى العصر الهلنستي حتى ثورة بار كوخبا (130 م)، وبعدها تم التخلي عن الموقع في النهاية.
وقد أسفر الموقع عن اكتشافات هامة، بما في ذلك التحصينات القوية التي تم بناؤها خلال الفترة الهلنستية، ربما من قبل الجنرال السلوقي باكيديس. وقد تم تعزيز هذه الدفاعات لاحقًا أثناء ثورة بار كوخبا، مما يشير إلى الدور المحتمل للموقع باعتباره معقلًا رئيسيًا للمتمردين خلال تلك الفترة. تشمل الاكتشافات الأخرى لهذه الثورة إخفاء المجمعات والعملات المعدنية التي استخدمتها الدولة اليهودية المتمردة. ومن بين النتائج الجديرة بالملاحظة الحمامات الطقسية اليهودية، فضلاً عن بقايا الأسلحة مثل موازين الدروع، والمقاليع، والمنجنيقات، ورؤوس الأسهم.
يُعتقد أن خربة العقد هي موقع مدينة عمواس التي تعود إلى العصر الهلنستي والعصر الروماني المبكر، ثم تحول الاسم لاحقًا إلى مدينة أحدث وأكبر تقع على المنحدرات، 2 كم من الموقع الأصلي.

## الجغرافيا
تقع خربة العقد في نتوء اللطرون على بعد حوالي 2 كم من مدينة اللطرون. كم جنوب شرق أنقاض عمواس نيكوبوليس — عمواس الحديثة، التي هُدمت عام 1967 — و22 كم شمال غرب القدس، ضمن منتزه أيالون الكندي. تقع على قمة تل شديد الانحدار يبلغ ارتفاعه 365 مترًا، مما يوفر نقاط مراقبة على المناطق المحيطة بها، بما في ذلك وادي أيالون الشمالي، والشفيلا، وتلال بنيامين وجبال القدس. إن موقعها عند مفترق الطرق بين القدس والسهل الساحلي، إلى جانب مصادر المياه القريبة، جعلها موقعًا ذا أهمية استراتيجية في العصور القديمة.
تم مسح الموقع الأثري لأول مرة في عام 1873 من قبل كلود كوندر وهربرت كتشنر من صندوق استكشاف فلسطين، الذين سجلوا وجود "أساسات المنازل، وآثار الأطلال، والكهوف".
وقد قامت إدارة الآثار الإلزامية بمزيد من الاستكشافات، وتم مسح الموقع مرة أخرى في عام 1972 من قبل هيئة المسح الأثري الإسرائيلية.
وفي منتصف سبعينيات القرن العشرين، أدت الحفريات غير المرخصة في الموقع إلى إجراء عمليات حفر إنقاذ بقيادة إي. داماتي. تركزت هذه الجهود على مجمع الاختباء الواقع في القسم الغربي من الموقع.
من عام 1978 إلى عام 1980، ومرة أخرى في عام 1983، تم التنقيب في الموقع تحت إشراف السيد جيشون ومي. فيشر من جامعة تل أبيب. وقد كشفت هذه الحفريات عن جزء من جدار بطول 30 متراً في القمة الجنوبية الغربية للتل، تم بناؤه باستخدام حجارة خشنة وحشو. وكان سمك الجدار حوالي 2.5 متر، وتم الحفاظ عليه حتى ارتفاع 3 أمتار. وفي عام 1980، ركزت الحفريات على اكتشاف أبراج نصف دائرية تحيط بالبوابة الجنوبية للموقع. كانت هذه الأبراج مبنية على الصخور الطبيعية والحشو، وتشير الأدلة إلى أنها دمرت أثناء الحرب اليهودية الرومانية الأولى وأعيد بناؤها في ثورة بار كوخبا.
في عام 2011، أجرى ب. هار إيفن وإي. أهارونوفيتش من مكتب الآثار مسحًا كجزء من خطة شاملة تركز على تطوير وحفظ وصيانة المواقع الأثرية الرئيسية داخل منتزه كندا أيالون.
وفي عام 2012، أجريت المزيد من التحقيقات الأثرية في الموقع من قبل ح. هيزمي، م. هابر، وإي. أهارونوفيتش. تركز العمل خلال هذه الفترة على القسم الجنوبي الشرقي، وكشف عن أجزاء من الجدران الجنوبية والشرقية التي تضم ستة أبراج يبلغ إجمالي طولها حوالي 170 مترًا. كان الهدف الأساسي من مرحلة التنقيب هذه هو فهم تحصينات الموقع بشكل أفضل عبر فترات تاريخية مختلفة. تشمل الاكتشافات الخاصة من هذا التنقيب مقابض رودية مختومة وطبعات طوابع مربوطة بالي يعود تاريخها إلى القرن الثاني قبل الميلاد، والعديد من شظايا الرخام بثلاثة ألوان مختلفة، وطوب هيبوكوست من حمام، وشظايا من أواني كالال مزخرفة.

## تاريخ

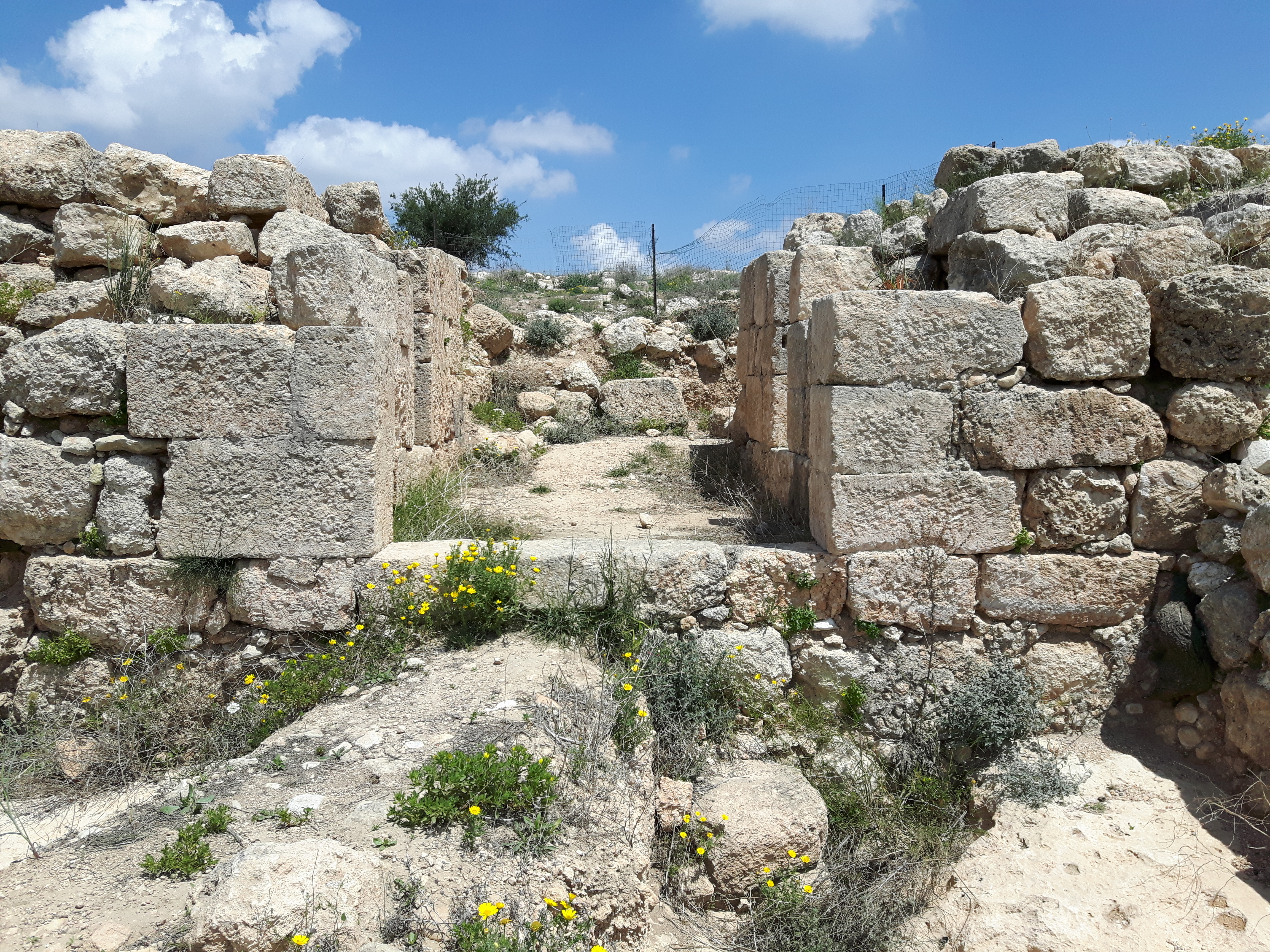
مدخل الموقع

يقترح جيشون وفيشر أن الموقع يتوافق مع مدينة عمواس في الفترة الهلنستية، والتي كانت، وفقًا لكتاب المكابيين والمؤرخ يوسيفوس، واحدة من عدة مواقع حصنها الجنرال السلوقي باكيدس حوالي عام 160 قبل الميلاد. شكل هذا التحصين جزءًا من حملة أوسع لقمع ثورة المكابيين من خلال السيطرة على الممرات الحرجة المؤدية إلى جبال يهودا وفي النهاية إلى القدس. وقد تم قبول هذا التعريف أيضًا من قبل علماء الآثار هيزمي وهابر وأهارونوفيتش، الذين لاحظوا قربه من موقع عمواس المعروف منذ العصر الروماني والبيزنطي. ويضيفون أن بقايا مثيرة للإعجاب يعود تاريخها إلى القرن الثاني قبل الميلاد تم العثور عليها حصريًا في الموقع الأول وليس في الموقع الثاني، مما يقدم المزيد من الدعم لهذا التعريف.

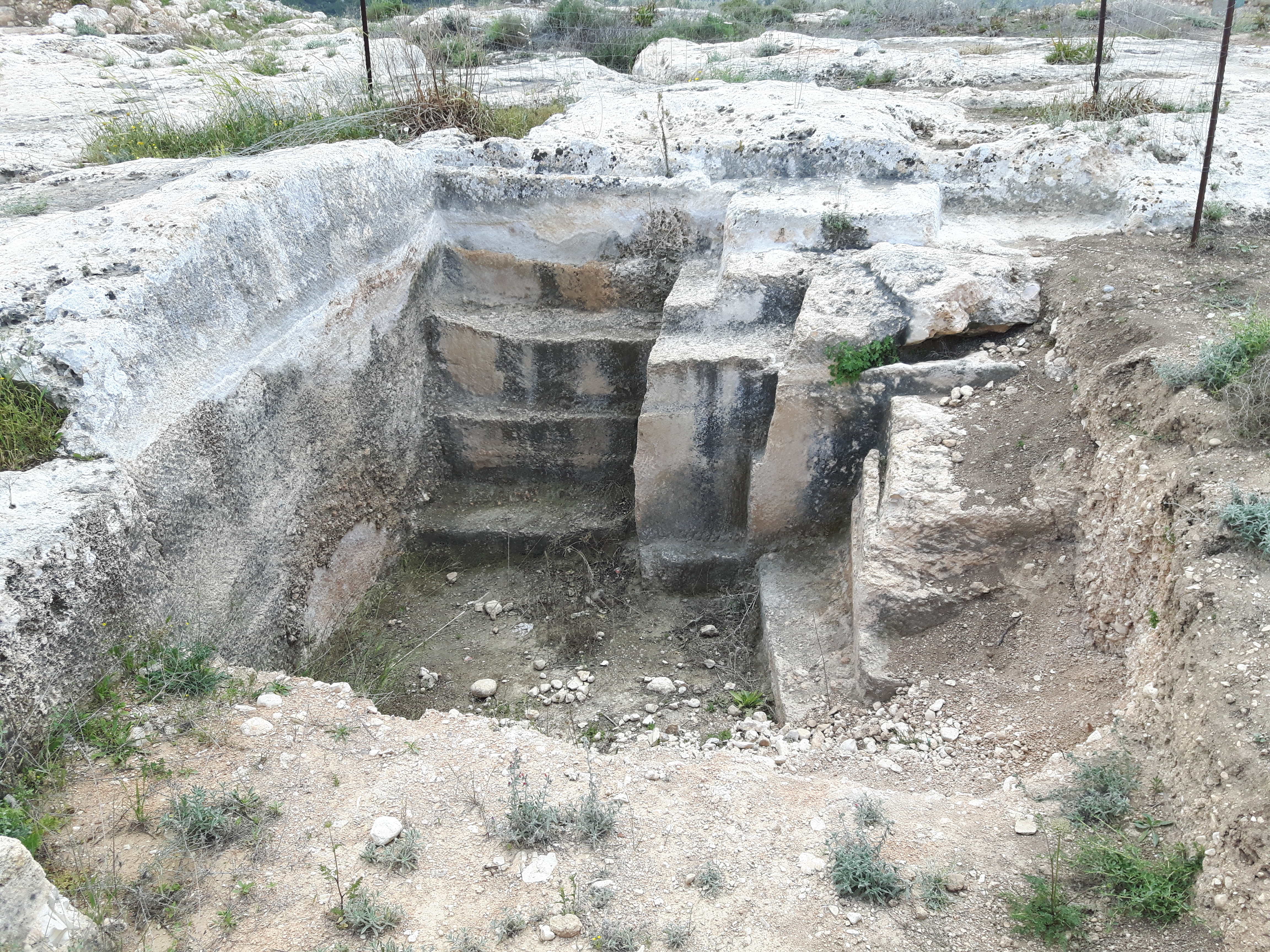
المحجر القديم

تشير النتائج من العصر الروماني المبكر إلى أن السكان في الموقع كانوا يبحثون ويستمتعون بدرجة من الراحة والرفاهية. ومع ذلك، فإنه لا يزال من غير المعروف ما إذا كان هؤلاء مدنيين محليين أعادوا توطين المنطقة، أو وافدين جدد أسسوا جذورهم هناك، أو جنود الحشمونائيم الذين واصلوا احتلال القلعة بعد هزيمة السلوقيين.
تُظهر خربة العقد وجودًا موثقًا جيدًا للمتمردين اليهود خلال ثورة بار كوخبا، كما يتضح من المجمعات المخفية بالإضافة إلى القطع الأثرية مثل رؤوس الأسهم والفخار والعملات المعدنية النموذجية لتلك الفترة. تم تعزيز التحصينات التي تعود إلى العصر الهلنستي أثناء الثورة. يُعتقد أن غالبية رؤوس الأسهم التي تم اكتشافها في الموقع تعود إلى فترة الثورة. واستناداً إلى أدلة وجود مجمعات للاختباء وتحصينات ضخمة، يزعم علماء الآثار هيزمي وهابر وأهارونوفيتش أن الموقع كان أكثر من مجرد ملجأ. يفترضون أنها كانت معقلًا رئيسيًا أثناء الثورة، وربما كانت بمثابة قاعدة آمنة واستراتيجية يتم من خلالها إطلاق الهجمات وتنسيق الأنشطة اليومية تحت الحصار.

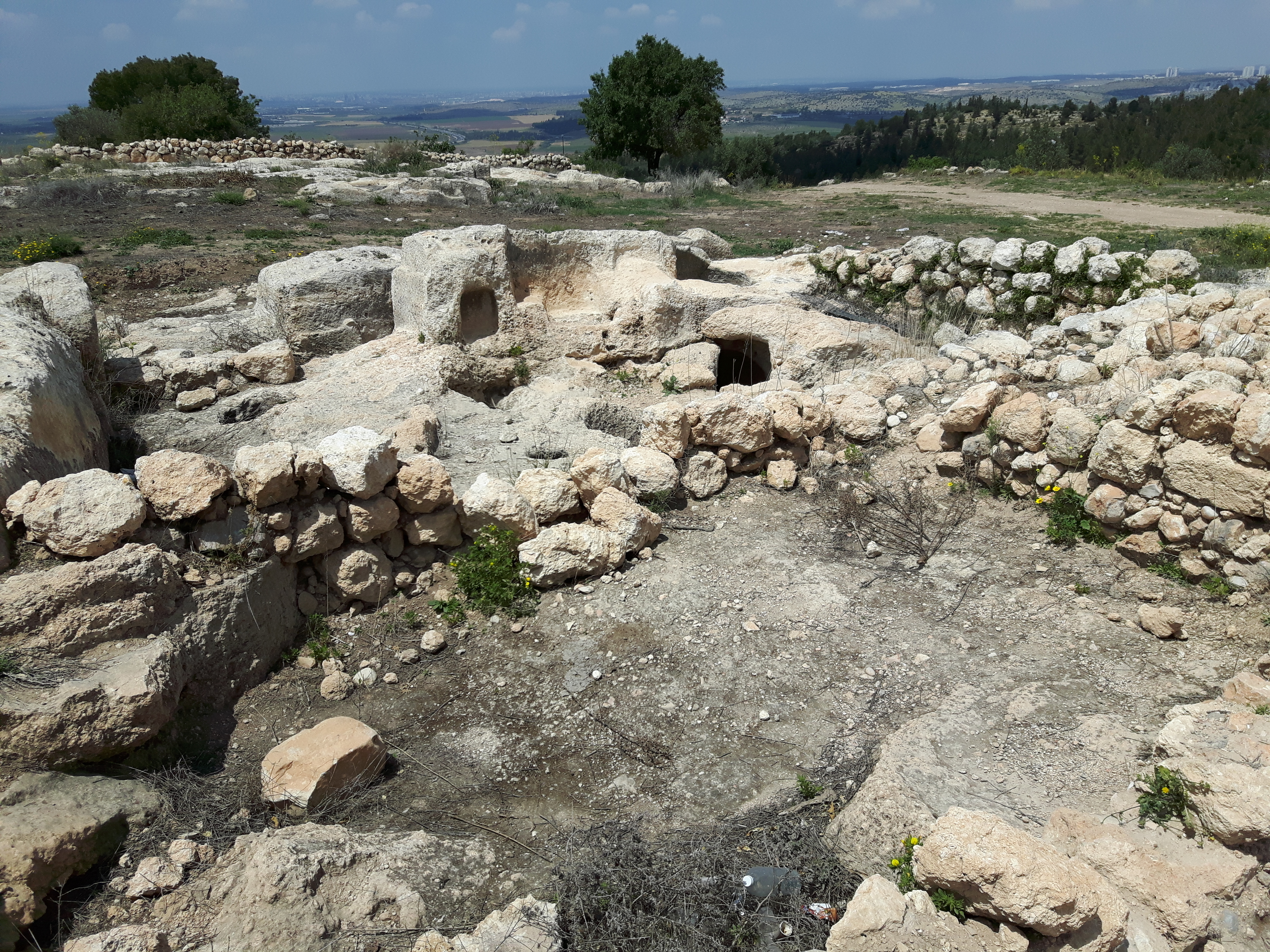
بقايا الهياكل المنحوتة في الصخر

وفي نهاية المطاف تم التخلي عن الموقع بعد الثورة، وتم نقل اسم عمواس إلى بلدة تم إنشاؤها حديثًا وتقع على المنحدرات على بعد كيلومترين إلى الشمال الغربي. من الممكن أن يعود أصل هذه "عمواس" الجديدة إلى القرن الأول قبل الميلاد، كما يتضح من النتائج الأثرية التي تم العثور عليها في الموقع من هذه الفترة. ويدعم يوسيفوس هذه الأهمية التاريخية، حيث يشير إلى عمواس باعتبارها مدينة كبرى - وهو وصف من غير المرجح أن ينطبق على ʻ. وفقًا ليوسيفوس، في حوالي عام 4 قبل الميلاد، أحرق فاروس قرية عمواس انتقامًا لهجوم شنه متمردون يهود على جنود رومان بالقرب من هناك. بالإضافة إلى ذلك، في عام 68 م، تمركز الفيلق الخامس المقدوني في عمواس، حيث قاموا ببناء معسكر محصن للإشراف على الطرق الرئيسية المؤدية إلى القدس والساحل.